# Regla de 1 en 60

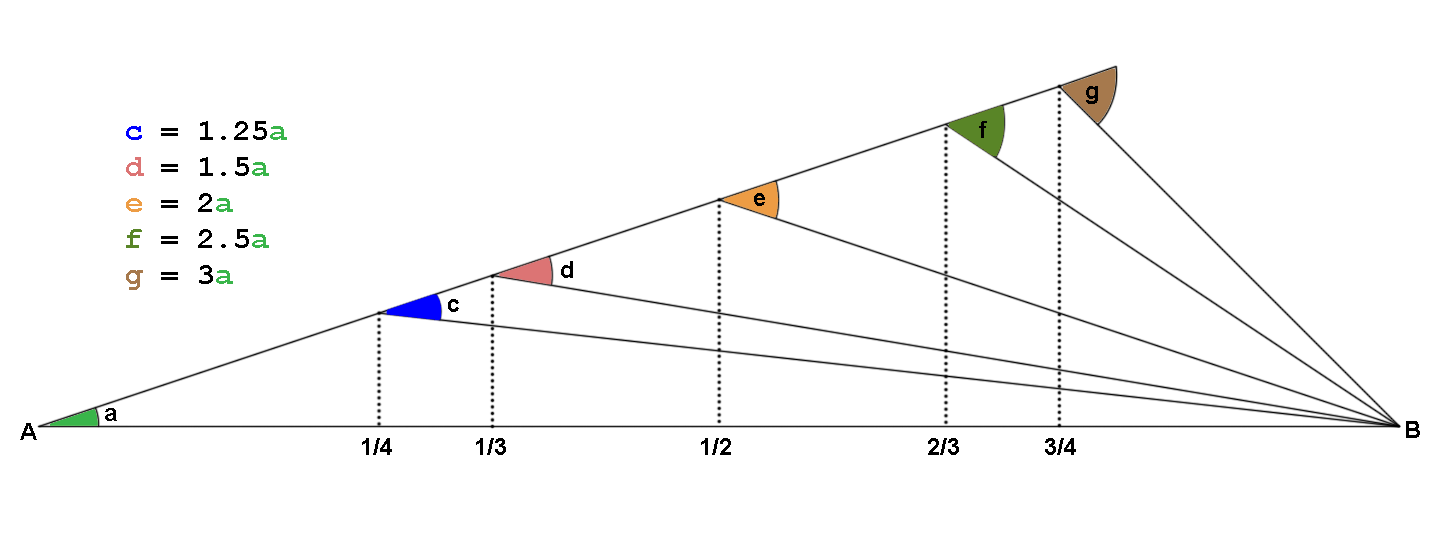
Se puede utilizar la regla de 1 en 60 para determinar el error de pista y el ángulo de corrección.

En navegación aérea, la regla de 1 en 60 es una  regla empírica que establece que si un piloto ha recorrido sesenta millas, entonces un error en la trayectoria de una milla es aproximadamente un error de 1° en el rumbo, y proporcionalmente más para errores mayores. La regla es utilizada por los pilotos con muchas otras tareas que realizar, a menudo en un avión básico sin la ayuda de un piloto automático, que necesitan un proceso simple que pueda ser realizado en sus mentes. Esta regla también es utilizada por los controladores de tráfico aéreo para determinar rápidamente cuánto debe girar una aeronave con fines de separación.
La regla se basa en la aproximación para ángulos pequeños (que establece que, para ángulos pequeños, sen θ ≈ θ, donde θ está en radianess), junto con el hecho de que un radián (que equivale a unos 57,3°) está cerca de 60°. En realidad, un error de 1 milla en 60 es de 0,96°, y la regla se vuelve cada vez más inexacta para errores mayores. Pero como incluso un piloto experto no puede volar manualmente con una precisión superior a los 2°, y los vientos varían constantemente, la regla sigue siendo útil para la mayoría de las situaciones realistas.
Esta regla general es increíblemente poderosa en el entorno de la aviación. Establece que por cada grado de desviación (o desplazamiento) en una distancia de 60 millas náuticass (NM), se producirá una desviación de 1 NM. Se puede aplicar en varias áreas de interés cuando se vuela, y es fácil de recordar. Esto demuestra ser valioso en muchos escenarios diferentes, la navegación en ruta, la aproximación, e incluso en los perfiles verticales.
La matemática detrás de esto muestra que este método no es totalmente exacto, con aproximadamente un 5% de error, pero el objetivo de la regla es obtener números factibles en un entorno dinámico, y se ajusta a este propósito bastante bien. Este es el desglose:
Un círculo de 60 NM de radio tiene una circunferencia de:
2 x 60 x π = 376.99 NM
376.99 dividido por 360° da:
376.99/360 = 1.047 NM (por debajo del 4.7%)
Por lo tanto, esta regla es una muy buena aproximación.
Como coincidencia, 1 NM es alrededor de 6.000 pies (6.076,1 pies) por lo que podemos utilizar la regla de 60:1 para esto también. Para un cambio de 1 grado a 1 NM, hay alrededor de 100 pies de desplazamiento.
Esto resulta muy útil para estimar o corregir los ajustes de velocidad vertical y los ángulos de la trayectoria de vuelo (FPA) durante el ascenso, el descenso o las aproximaciones.
Si se requiere un gradiente en %, los números funcionan con la misma regla:
1% sobre 1 NM ≈ 60'
También es útil para conocer la desviación lateral de un determinado VOR rumbo o radial: Cada punto en un indicador VOR representa 2° de desviación, o 200' por punto por DME.
Hay otras aplicaciones de esta regla. Una de estas aplicaciones es la deriva temporal.
Una hora es igual a 60 minutos, y un minuto es igual a 60 segundos, por lo que se pueden observar otras relaciones entre el ángulo y el tiempo.

## Ejemplos
Si un piloto está volando un tramo de 120 millas y encuentra después de recorrer 60 millas que está dos millas a la derecha de la pista, entonces una corrección de 4° a la izquierda (2° para volar paralelo a la pista prevista y otros 2° para llevarle a su objetivo) le llevará a su destino.
Si un piloto está volando un tramo de 120 millas y encuentra después de 30 millas que está dos millas a la izquierda de la pista, entonces ha volado 4° a la izquierda de su pista prevista, es decir
2 × 60/30
a la izquierda de la pista. Si cambia el rumbo cuatro grados a la derecha, se pondrá en paralelo a la ruta prevista. En ese momento todavía tiene 90 millas hasta su próximo waypoint. Por lo tanto, está a dos millas a la izquierda de éste y, por lo tanto, el waypoint está a 4/3 de grado (2 × 60/90) a la derecha, es decir, aproximadamente 1° a la derecha. El piloto entonces suma estos dos para obtener 5° y vuela 5° a la derecha de su rumbo anterior.
También se puede utilizar la regla de 1 en 60 para aproximar la distancia de un VOR, volando 90 grados con respecto a un radial y cronometrando el tiempo que se tarda en volar 10 grados (el límite del indicador de desviación de rumbo). El tiempo en segundos dividido entre 10 es aproximadamente igual al tiempo en minutos desde la estación, a la velocidad respecto al suelo actual.